# Slag bij Sloten (1420)
De Slag bij Sloten was een veldslag in de Grote Friese Oorlog en vond plaats op 11 juli 1420. Door de Schieringers werd hier een belangrijke overwinning behaald.

## Aanloop
Nadat op 10 mei 1420 de Schieringers door de Oost-Friese hoofdeling Fokko Ukena in groten getale waren verslagen in de slag aan de Palesloot, sloegen de meesten op de vlucht. Zij vonden een goed heenkomen in de nabij gelegen steden Stavoren en Sloten en vroegen van daaruit om hulp bij hertog Jan van Beieren in Holland die volgens een verdrag verplicht was aan de Schieringers bijstand te verlenen.
Fokko sloeg na zijn overwinning het beleg voor Sloten dat hij als eerste bemachtigen wilde voordat Stavoren, de voornaamste uitwijk van de Schieringers aangevallen kon worden. Om Sloten gauw tot overgave te kunnen dwingen liet hij zwaar geschut uit Groningen overkomen. De muren van de stad bleken evenwel veel sterker te zijn dan hij in eerste instantie had gedacht en ook bevonden zich in de stad veel meer Schieringers.

## De slag
De Geallieerden dachten de Schieringers in het nauw gedreven te hebben, en werden verrast door de plotselinge komst van de Hollanders die onder leiding stonden van Hendrik van Renesse. Bij aankomst overmeesterden zij enkele vijandelijke schepen en stootten door richting Sloten. Als de gelouterde troepen van Jan van Beieren op 11 juli bij Sloten aankomen, sluiten de haastig bijeen verzamelde Schieringers zich daar bij aan. Daarna werd opgetrokken tegen de legermacht van Fokko.
In de slag die plaatsvond in de nabijheid van Sloten moest Fokko wijken voor de overmacht. Na bloedige gevechten waarin veel van zijn mannen sneuvelden, trekt hij zich terug uit de strijd en besluit terug te keren naar Oost-Friesland. Verschillende Groninger Vetkoperse hoofdelingen als Eelko Onsta, Hendrik Beiers, Abko ten Dyke, Johan Grove e.a., werden in de slag gevangengenomen en daarna naar Holland overgebracht. Pas na het betalen van een losgeld kwamen zij weer op vrije voeten.

## Naloop
In Westerlauwers Friesland keerde na de slag bij Sloten voor korte tijd weer een zekere mate van rust terug. De Vetkopers durfden het leven van hun gevangengenomen hoofdelingen niet in gevaar te brengen. Op 14 september sluiten de Friese landen Oostergo en Westergo een wapenstilstand met de stad Groningen, de Ommelanden en Ocko II tom Brok van Oost-Friesland.